# Ósip Mandelshtam
Ósip Emílievich Mandelshtam (en ruso: О́сип Эми́льевич Мандельшта́м, nacido como Iósif, en ruso: Ио́сиф; Varsovia, Imperio ruso, 14 de enero de 1891 – Vladivostok, Unión Soviética, 27 de diciembre de 1938) fue un poeta ruso de origen judío-polaco, miembro de la corriente acmeísta.

## Biografía
Se inició como poeta militando en el movimiento acmeísta —derivación del simbolismo ruso y reacción contra él— pero evolucionó con el tiempo hacia posiciones muy personales, síntesis del simbolismo, el futurismo y el acmeísmo. 
Fue denunciado y arrestado en mayo de 1934 por escribir un poema contra Stalin, al que alude como «montañés del Kremlin»:

Vivimos sin sentir el país a nuestros pies,
nuestras palabras no se escuchan a diez pasos.
La más breve de las pláticas
gravita, quejosa, al montañés del Kremlin...
«Epigrama contra Stalin». Ósip Mandelshtam (1933).

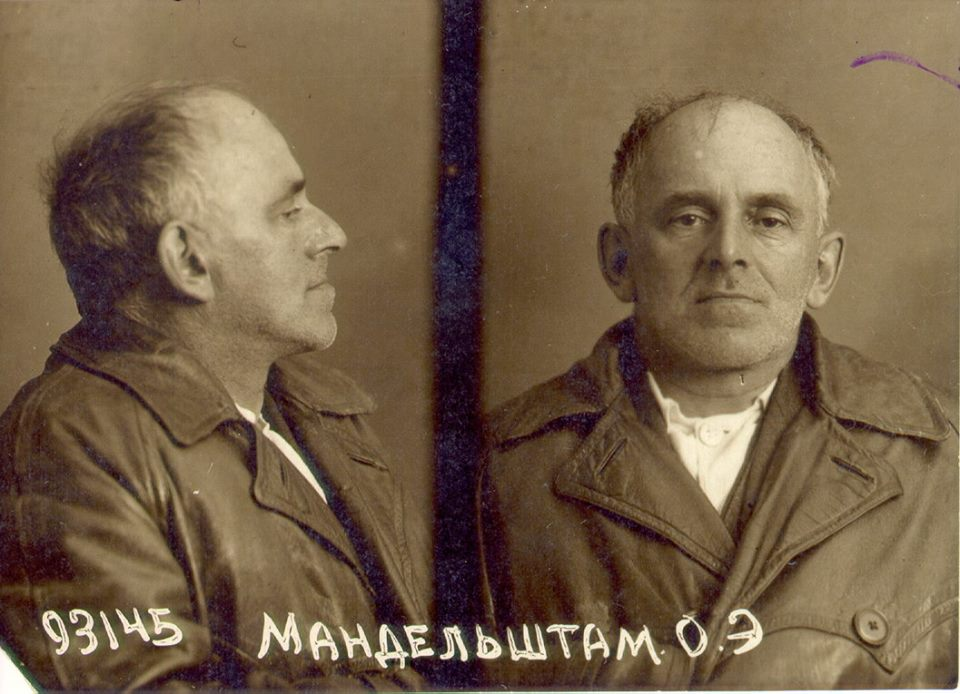
Fotografía de Mandelshtam tomada por el NKVD en 1938

Como consecuencia de la denuncia fue condenado a tres años de destierro en los Urales tras la intervención personal de Stalin, que interrogó a su vez a Borís Pasternak sobre la excelencia de Mandelshtam como escritor y decidió que no se lo ejecutara. Nikolái Bujarin intercedió personalmente ante Stalin para que le permitiera cumplir la condena en Vorónezh, pero poco después de que él mismo fuese ejecutado, Mandelshtam sufrió un nuevo arresto, el 3 de mayo de 1938, y recibió una condena de cinco años. Deportado a Kolymá, murió en un campo de tránsito cercano a Vladivostok el 27 de diciembre de 1938.
Fue completamente rehabilitado a título póstumo en 1987, después de que se lo exonerara en 1956, durante el deshielo de Jrushchov, de las acusaciones de 1938.

## Obra
La poesía de Mandelshtam, considerado ya uno de los mayores poetas rusos del siglo, fue milagrosamente conservada por Nadezhda Mandelshtam, su mujer, autora de dos libros, Contra toda esperanza y Libro segundo, en los que cuenta las trágicas experiencias que vivió con el poeta durante los años del terror. Mandelshtam fue también un gran prosista. Coloquio sobre Dante, prueba su conocimiento de la Divina Comedia, la cual era capaz de citar de memoria.

### Poesía
- La piedra, 1913
- Tristia, 1922
- Cuadernos de Moscú, 1930-1935
- Cuadernos de Vorónezh, 1935-37

### Prosa
- El sello egipcio [cuento]
- El rumor del tiempo
- La cuarta prosa
- Viaje a Armenia
- De la poesía
- Coloquio sobre Dante

## Obras editadas en España
- Mandelshtám, Ósip (2011). Armenia en prosa y en verso. Acantilado. ISBN 978-84-15277-36-1.
- — (2010). Poesía. Vaso Roto. ISBN 978-84-938087-2-3.
- — (2006). El sello egipcio. Maldoror Ediciones. ISBN 978-84-934956-4-0.
- — (2005). Sobre la naturaleza de la palabra y otros ensayos. Árdora Ediciones. ISBN 978-84-88020-37-6.

- — (2004). Crestomatía: P.T.V. Huerga y Fierro Editores. ISBN 978-84-8374-464-2.
- — (2004). Coloquio sobre Dante. El Acantilado. ISBN 978-84-96136-62-5.

- — (2003). Gozo y misterio de la poesía. El Cobre Ediciones. ISBN 978-84-96095-38-0.
- — (1999). Cuadernos de Vorónezh. Ediciones Igitur. ISBN 978-84-95142-04-7.
- — (1999). Cuadernos de Vorónesh. Diputación Provincial de Málaga. Centro de Ediciones de la Diputación de Málaga. ISBN 978-84-7785-304-6.
- — (1998). Tristia. Diputación Provincial de Málaga. Centro de Ediciones de la Diputación de Málaga. ISBN 978-84-7785-288-9.
- — (1998). Tristia y otros poemas. Ediciones Igitur. ISBN 978-84-921831-8-0.
- — (1998). La piedra. Diputación Provincial de Málaga. Centro de Ediciones de la Diputación de Málaga. ISBN 978-84-7785-286-5.
- — (1996). Coloquio sobre Dante; La cuarta prosa. A. Machado Libros. ISBN 978-84-7774-720-8.